# Botschaft Uruguays in Berlin

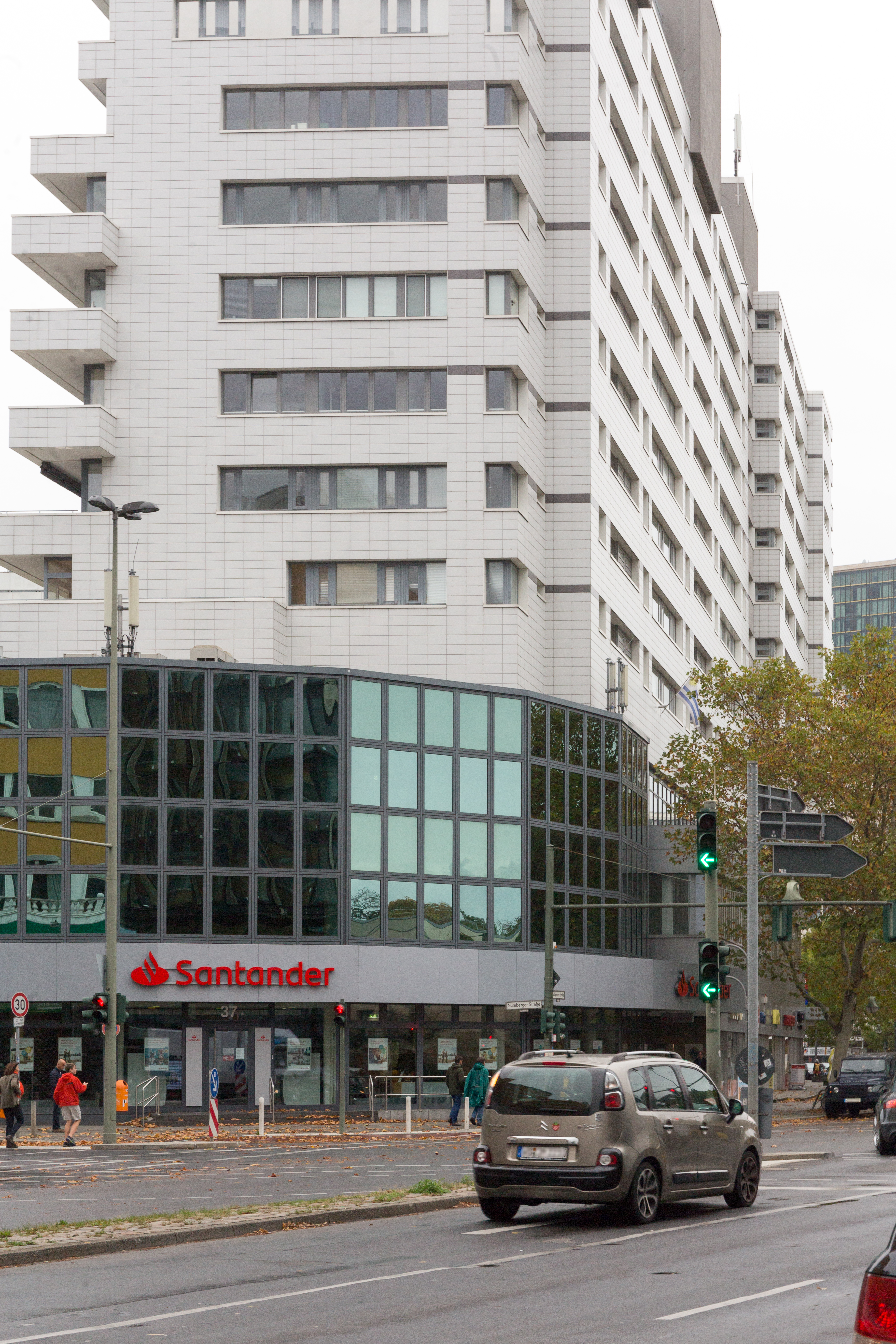
Botschaftsgebäude Budapester Straße 39

Die Botschaft Uruguays in Berlin ist die diplomatische Vertretung der Republik Östlich des Uruguay in Deutschland. Sie befindet sich in der Budapester Straße 39 im Ortsteil Charlottenburg des Bezirks Charlottenburg-Wilmersdorf.
Botschafter ist seit dem 16. Mai 2023 Fernando Miguel Lopez Fabregat.
Uruguay unterhält ein Generalkonsulat in Hamburg sowie Honorarkonsulate in Bremen, Frankfurt am Main, Essen, München und Stuttgart.

## Geschichte der diplomatischen Beziehungen
Am 9. Januar 1952 nahmen Uruguay und die Bundesrepublik Deutschland diplomatische Beziehungen auf. Die Botschaft befand sich in der Gotenstraße 1–3 in Bonn-Bad Godesberg. Aufgrund des Umzugs von Bundestag und Regierung nach Berlin verlegte auch die Botschaft Uruguays im Januar 2000 ihren Sitz in die neue deutsche Hauptstadt in die Budapester Straße 39 in Berlin-Charlottenburg.
Seit dem 24. Dezember 1972 bestanden diplomatische Beziehungen zwischen Uruguay und der DDR. Sie endeten mit der deutschen Wiedervereinigung im Jahr 1990. Die Botschaft befand sich in der Ost-Berliner Clara-Zetkin-Straße 97 (seit 1995 wieder Dorotheenstraße).

## Botschafter (seit 2012)
- 2012, 11. Juli: Alberto Guani Amarilla[7]
- 2017, 16. Oktober: Gabriel Bellón Marrapodi[8]
- 2023, 16. Mai: Fernando Miguel Lopez Fabregat[9]

## Gebäude
Die Botschaft Uruguays befindet sich im Eden-Haus, einem Wohn- und Bürohaus in der Budapester Straße 39 (Ecke Nürnberger Straße) in Berlin-Charlottenburg. Das dreizehngeschossige Gebäude wurde 1964–1966 nach Plänen des Architekten Klaus Heese errichtet. Es trägt seinen Namen nach dem im Zweiten Weltkrieg zerstörten Eden-Hotel.